# Acerosodontosaurus piveteaui
L'acerosodontosauro (Acerosodontosaurus piveteaui) è un rettile estinto appartenente agli eosuchi, vissuto nel Permiano superiore (circa 250 milioni di anni fa). I suoi resti sono stati ritrovati in Madagascar, nella formazione Sakamena inferiore.

## Descrizione
Questo animale, lungo poche decine di centimetri, possedeva un corpo cilindrico e allungato, una lunga coda e arti brevi. In generale l'aspetto doveva richiamare quello di una lucertola, ma senza le specializzazioni di un animale adattato compiutamente all'ambiente terrestre. Gli arti corti e il corpo allungato, al contrario, suggeriscono che l'acerosodontosauro fosse almeno parzialmente acquatico. Il pube possedeva una forma particolare, mentre le zampe anteriori avevano caratteristiche primitive.

## Classificazione
L'acerosodontosauro, generalmente, è considerato un diapside arcaico, appartenente a un gruppo di rettili noto come eosuchi. Secondo il paleontologo Philip J. Currie, all'interno di questo gruppo l'acerosdontosauro occuperebbe una posizione basale per via di alcune caratteristiche antiquate; è interessante notare che, all'interno della stessa formazione che ha restituito i resti di questo animale, sono stati scoperti i fossili di altri eosuchi più evoluti, sia semiacquatici (Hovasaurus) che terrestri (Thadeosaurus).